# Saint-Germain-sur-Bresle
Saint-Germain-sur-Bresle – miejscowość i gmina we Francji, w regionie Hauts-de-France, w departamencie Somma.
Według danych na rok 1990 gminę zamieszkiwało 167 osób, a gęstość zaludnienia wynosiła 19 osób/km² (wśród 2293 gmin Pikardii Saint-Germain-sur-Bresle plasuje się na 830. miejscu pod względem liczby ludności, natomiast pod względem powierzchni na miejscu 548.).